# サイカインミョートゥン
- サイカインミョートン
- サイカインミュウトゥン

サイカインミョートゥン（ビルマ語: စိုင်းခိုင်မျိုးထွန်း、ラテン文字:Sai Khaing Myo Tun）は、ミャンマーの政治学者、政治家、労働運動家。ヤンゴン外国語大学教授を経て、国民統一政府教育副大臣。

## 人物・経歴
2000年ヤンゴン大学国際関係学部を優秀な成績で卒業し、2002年に同大学院修了、M.A. in International Relations。2011年名古屋大学大学院国際開発研究科修了、博士（国際開発学）。
労働運動に参加し、ミャンマー全国教員連盟第一副議長や、ミャンマー初のウィーン大学客員教授、ヤンゴン外国語大学教授などを経て、2019年からヤンゴン管区労使紛争仲裁委員長を務めた。
2021年ミャンマークーデターが起きると、国民統一政府教育副大臣に就任し、規則違反があったとして停職処分を受けたのち、評議会により127名の教職員とともに大学を解雇された。